# Caprilesia
Caprilesia is een geslacht van wantsen uit de familie van de Reduviidae (Roofwantsen). Het geslacht werd voor het eerst wetenschappelijk beschreven door Gil-Santana in Marques & Costa.

## Soorten
Het genus is monotypisch en bevat alleen de volgende soort:

- Caprilesia almirantiana Gil-Santana, Marques & Costa, 2006